# Rybník, Domažlice
Rybník là một làng thuộc huyện Domažlice, vùng Plzeňský, Cộng hòa Séc.